# Vegyes 3 méteres szinkronugrás a 2019-es úszó-világbajnokságon
A 2019-es úszó-világbajnokságon a műugrás vegyes 3 méteres szinkronugrásának döntőjét július 20-án rendezték meg a Nambu University Municipal Aquatics Centerben.
A versenyszámot az ausztrál Maddison Keeney, Matthew Carter duó nyerte, míg az ezüstérmet a Jennifer Abel, François Imbeau-Dulac francia kettős érdemelte ki, a bronzérmet pedig a Tina Punzel és Lou Massenberg alkotta német páros szerezte meg.

## Versenynaptár
Az időpontok helyi idő szerint olvashatóak (UTC +09:00):
| Dátum                     | Időpont     | Forduló |
| ------------------------- | ----------- | ------- |
| 2019. július 20., szombat | 15:30-17:00 | Döntő   |

## Eredmény
| #  | Versenyző                                       | Ország                   | Pontok | Pontok | Pontok | Pontok | Pontok | Pontok |
| #  | Versenyző                                       | Ország                   | F1     | F2     | F3     | F4     | F5     | Össz.  |
| -- | ----------------------------------------------- | ------------------------ | ------ | ------ | ------ | ------ | ------ | ------ |
|    | Maddison Keeney Matthew Carter                  | Ausztrália (AUS)         | 49,80  | 44,40  | 68,82  | 73,44  | 68,40  | 304,86 |
|    | Jennifer Abel François Imbeau-Dulac             | Kanada (CAN)             | 49,80  | 48,60  | 70,20  | 65,10  | 70,38  | 304,08 |
|    | Tina Punzel Lou Massenberg                      | Németország (GER)        | 49,80  | 48,00  | 69,30  | 68,82  | 65,70  | 301,62 |
| 4  | Grace Reid Thomas Daley                         | Egyesült Királyság (GBR) | 46,20  | 49,20  | 68,40  | 61,20  | 73,47  | 298,47 |
| 5  | Maria Coburna Briadam Herrera                   | Egyesült Államok (USA)   | 44,40  | 43,20  | 68,40  | 71,61  | 68,34  | 295,95 |
| 6  | Dolores Hernández Monzon Osmar Olvera Ibarra    | Mexikó (MEX)             | 48,00  | 46,80  | 63,90  | 64,80  | 64,80  | 288,30 |
| 7  | Viktorija Keszar Sztaniszlav Olifercsik         | Ukrajna (UKR)            | 46,80  | 46,80  | 60,30  | 65,70  | 63,24  | 282,84 |
| 8  | Diana Pineda Zuleta Sebastián Villa Castañeda   | Kolumbia (COL)           | 46,80  | 48,00  | 59,40  | 63,90  | 61,77  | 279,87 |
| 9  | Elizabeth Cui Anton Down-Jenkins                | Új-Zéland (NZL)          | 47,40  | 47,40  | 60,30  | 63,00  | 56,70  | 274,80 |
| 10 | Krisztina Ilinih Szergej Nazin                  | Oroszország (RUS)        | 49,80  | 45,00  | 55,80  | 63,24  | 59,40  | 273,24 |
| 11 | Nur Dhabitah Sabri Muhammad Puteh               | Malajzia (MAS)           | 45,00  | 43,20  | 54,00  | 67,89  | 61,20  | 271,29 |
| 12 | Clare Cryan Oliver Dingley                      | Írország (IRL)           | 44,40  | 45,00  | 60,30  | 47,04  | 69,75  | 266,49 |
| 13 | Elena Bertocchi Maicol Verzotto                 | Olaszország (ITA)        | 46,80  | 46,20  | 51,30  | 65,10  | 52,20  | 261,60 |
| 14 | Emma Gullstrand Vinko Paradzik                  | Svédország (SWE)         | 44,40  | 39,00  | 52,20  | 59,52  | 58,50  | 253,62 |
| 15 | Kim Szudzsi (Kim Su-ji) Kim Csiuk (Kim Ji-wook) | Dél-Korea (KOR)          | 45,00  | 43,80  | 55,80  | 40,50  | 64,80  | 249,90 |
| 16 | Tammy Takagi Luis Bonfim dos Santos Moura       | Brazília (BRA)           | 40,80  | 42,00  | 53,10  | 55,80  | 57,60  | 249,30 |
| 17 | Alison Maillard Donato Neglia                   | Chile (CHI)              | 43,20  | 45,00  | 50,40  | 48,24  | 55,80  | 242,64 |
| 18 | Maha Eissa Mohab Ishak                          | Egyiptom (EGY)           | 46,80  | 43,20  | 22,50  | –      | –      | 112,50 |